# Distretto di Tchiamba Nzassi
Tchiamba Nzassi è un distretto della Repubblica del Congo, unico distretto del dipartimento di Pointe-Noire.